# Plano-sequência
Plano-sequência, em cinema e audiovisual, é um plano que registra a ação de uma sequência inteira, sem cortes.

## Conceito
Segundo o teórico Jacques Aumont, o que caracteriza o plano-sequência não é apenas a sua duração, mas o fato de ele ser articulado para representar o equivalente de uma sequência. Conviria, portanto, distingui-lo do plano longo "onde nenhuma sucessão de acontecimentos é representada", tais como planos fixos de duração acima da média envolvendo diálogos ou simples localizações de personagens e cenários.
Mas o próprio Aumont adverte que esta distinção é difícil e que por isso, muitas vezes, o conceito de plano-sequência é confundido com o de plano longo.

## Histórico
Se fosse considerada apenas a duração, seria forçoso concluir que os primeiros filmes dos irmãos Lumière, já em 1895, eram formados por planos-sequência, uma vez que eram filmes inteiros rodados num único plano de 40 a 45 segundos de duração. Mas seria uma conclusão imprecisa, pois o próprio conceito de plano ainda não tinha sido formulado.
Muitos historiadores consideram que o filme "Aurora", de Murnau (1927) conteria um dos primeiros verdadeiros planos-sequência filmados, no trecho em que o Homem (George O'Brien) corre em direção à Mulher da Cidade (Margaret Livingston), acompanhado pela câmara em movimento de travelling.
Já em "Ninotchka" (1939), de Ernst Lubitsch, há um longo plano em que o Conde d'Algout (Melvyn Douglas) tenta fazer rir a agente soviética representada por Greta Garbo, contando-lhe piadas das quais ela não acha graça, mas que termina com o conde caindo da cadeira e, finalmente, provocando na moça uma gargalhada.
Em 1948, Hitchcock tentou fazer o longa-metragem "Festim diabólico" rodado num único plano-sequência. Como os maiores rolos de película fabricados eram (e continuam sendo) de 1000 pés (aproximadamente 11 minutos), o filme acabou sendo rodado em 12 planos, com durações entre 4 e 10 minutos cada, e com cortes "invisíveis" entre eles, dando a impressão de um único plano.
Roberto Rossellini no cinema italiano, Kenji Mizoguchi no japonês e Mikhaïl Kalatozov no soviético são exemplos de cineastas que utilizaram o plano-sequência em seus filmes rodados entre as décadas de 1950 e 1960.

## Discussão estética
Mas foi principalmente a partir dos longos e elaborados planos filmados por Orson Welles e seu fotógrafo Gregg Toland em "Cidadão Kane" (1941) que se desenvolveu a teoria do plano-sequência. O teórico André Bazin, em vários artigos escritos para a revista Cahiers du Cinéma a partir de 1951, defendeu a ideia de que o plano-sequência e a profundidade de campo seriam os grandes instrumentos do realismo cinematográfico, evitando a fragmentação do real que ocorreria através da montagem e respeitando a realidade e a liberdade do espectador.
Apesar da importância histórica da reflexão de Bazin (reunida em "O que é o cinema", obra em 4 volumes publicada a partir de sua morte, em 1958), vários autores posteriores chamaram atenção para o fato de que esta concepção de realismo cinematográfico (do plano-sequência e da profundidade de campo) era apenas uma entre outras possibilidades. Jean-Louis Comolli afirmou inclusive que o plano-sequência não é tão "realista" quanto se chegou a acreditar, já que o seu valor depende das normas estéticas em vigor.

## No cinema atual
O plano-sequência continua sendo usado no cinema contemporâneo, mas normalmente sem a defesa ideológica que costumava acompanhá-lo nos anos 1960. Cineastas como Brian De Palma, Stanley Kubrick, Alfonso Cuarón, Martin Scorsese, Paul Thomas Anderson, etc, souberam utilizar planos-sequências em momentos-chave de seus filmes, provocando no espectador a sensação de uma mudança na relação entre o tempo do filme e o tempo da história que ele conta, que normalmente é estabelecida pela decupagem e pela montagem. Já diretores como Theo Angelopoulos, Jim Jarmusch e Andrei Tarkovski tornaram-se conhecidos por rodarem filmes inteiros estruturados em um pequeno número de longos planos-sequência.
Assim que a tecnologia digital superou a limitação dos rolos de 11 minutos, experiências mais radicais puderam ser tentadas: em 2002, Alexander Sokurov rodou "A Arca russa" em um único plano-sequência de 96 minutos; antes ainda, em 2000, Mike Figgis realizou "Timecode" em 4 planos-sequência de 97 minutos cada, rodados ao mesmo tempo com quatro câmaras digitais e, no filme, exibidos simultaneamente numa tela dividida em quatro.
No Brasil, em 2008, Gustavo Spolidoro dirigiu "Ainda orangotangos", rodado em um único plano-sequência de 81 minutos.
Em 2014, Birdman foi gravado em planos-sequências. Ganhou o Oscar de Melhor Filme.
Na televisão o plano-sequência também apareceu em 2016 no nono episódio da 6ª temporada da aclamada série Game of Thrones no episódio intitulado "Battle of the Bastards", um espetacular plano-sequência de quase 30 minutos.
Outra série televisiva que se destaca por utilizar plano-sequência nos episódios, cada um com aproximadamente 1 hora de duração, é Adolescência, lançada em 2025.

## Exemplos

### Planos-sequência "reais"
| Ano  | Título                                         | Duração                 | Diretor                | País           | Ref.   |
| ---- | ---------------------------------------------- | ----------------------- | ---------------------- | -------------- | ------ |
| 1982 | Macbeth                                        | 57 min.                 | Bela Tarr              | Hungria        | [ 4 ]  |
| 1998 | Big Monday                                     | 74 min.                 | Michael Rehfield       | Estados Unidos | [ 5 ]  |
| 2000 | Timecode                                       | 97 min.                 | Mike Figgis            | Estados Unidos | [ 6 ]  |
| 2002 | Russian Ark                                    | 96 min.                 | Alexander Sokurov      | Rússia         | [ 7 ]  |
| 2003 | Sábado, una película en tiempo real            | 65 min.                 | Matías Bize            | Chile          |        |
| 2005 | The Magicians                                  | 96 min.                 | Song Il-gon            | Coréia do Sul  |        |
| 2005 | The Circle                                     | 103 min.                | Yuri Zeltser           | França         |        |
| 2007 | PVC-1                                          | 85 min.                 | Spiros Stathoulopoulos | Colômbia       | [ 8 ]  |
| 2008 | Ainda Orangotangos                             | 81 min.                 | Gustavo Spolidero      | Brasil         | [ 9 ]  |
| 2011 | 21 Brothers                                    | 96 min.                 | Michael McGuire        | Canadá         |        |
| 2011 | A Cova                                         | 12 min                  | Luís Alves             | Portugal       | [ 10 ] |
| 2013 | Rati Chakravyuh                                | 102 min.                | Ashish Avikunthak      | Índia          | [ 11 ] |
| 2013 | Fish & Cat                                     | 134 min.                | Shahram Mokri          | Irã            | [ 12 ] |
| 2013 | El triste olor de la carne                     | 87 min.                 | Cristóbal Arteaga      | Espanha        | [ 13 ] |
| 2013 | Ana Arabia                                     | 85 min.                 | Amos Gitaï             | Israel         | [ 14 ] |
| 2014 | Agadam                                         | 123 min.                | Mohamad Issack         | Índia          | [ 15 ] |
| 2015 | Victoria                                       | 140 min.                | Sebastian Schipper     | Alemanha       | [ 16 ] |
| 2015 | Anino sa likod ng buwan                        | 120 min.                | Jun Lana               | Filipinas      | [ 17 ] |
| 2015 | Daksha                                         |                         | S. Narayan             | Índia          | [ 18 ] |
| 2016 | Eight                                          | 81 min.                 | Peter Blackburn        | Austrália      | [ 19 ] |
| 2016 | Immortality                                    | 145 min.                | Mahdi Fard Ghaderi     | Irã            |        |
| 2016 | King Dave                                      | 99 min.                 | Podz                   | Canadá         | [ 20 ] |
| 2017 | Fourever                                       | 77 min.                 | Dean Ronalds           | Estados Unidos |        |
| 2017 | The Wedding Party                              | 119 min.                | Thane Economou         | Estados Unidos | [ 21 ] |
| 2017 | Lost in London                                 | 100 min.                | Woody Harrelson        | Estados Unidos |        |
| 2017 | One Shot-Fear Without Cut                      | 140 min.                | Haroon Rashid          | Índia          | [ 22 ] |
| 2017 | Invasion                                       | 90 min.                 | Shahram Mokri          | Irã            |        |
| 2018 | A Boy. A Girl. A Dream: Love on Election Night | 89 min.                 | Qasim Basir            | Estados Unidos | [ 23 ] |
| 2018 | Utøya: July 22                                 | 90 min.                 | Erik Poppe             | Noruega        | [ 24 ] |
| 2018 | Blind Spot                                     | 98 min.                 | Tuva Novotny           | Noruega        | [ 25 ] |
| 2018 | Tatort: Die Musik stirbt zuletzt               | 87 min. (versão Alemã)  | Dani Levy              | Suíça          | [ 26 ] |
| 2018 | Tatort: Die Musik stirbt zuletzt               | 88 min. (versão padrão) | Dani Levy              | Suíça          | [ 27 ] |
| 2020 | Limbo                                          | 89 min.                 | Tim Dünschede          | Alemanha       | [ 28 ] |

### Planos-sequência editados
| Ano  | Título                                            | Duração                  | Diretor                       | País                         | Ref.          |
| ---- | ------------------------------------------------- | ------------------------ | ----------------------------- | ---------------------------- | ------------- |
| 1948 | Rope                                              | 80 min.                  | Alfred Hitchcock              | Reino Unido / Estados Unidos |               |
| 1991 | Homework                                          | 85 min.                  | Jaime Humberto Hermosillo     | México                       |               |
| 1997 | Running Time                                      | 70 min.                  | Josh Becker                   | Estados Unidos               |               |
| 2002 | Irréversible                                      | 97 min.                  | Gaspar Noé                    | França                       |               |
| 2009 | Enter the Void                                    | 161 min.                 | Gaspar Noé                    | França                       |               |
| 2010 | La Casa Muda                                      | 86 min.                  | Gustavo Hernández             | Uruguai                      |               |
| 2011 | Silent House                                      | 87 min.                  | Chris Kentis, Laura Lau       | Estados Unidos               |               |
| 2014 | Birdman                                           | 119 min.                 | Alejandro G. Iñárritu         | México                       |               |
| 2017 | "eps3.4_runtime-error.r00" (Mr. Robot)            | 43 min. (episódio de TV) | Sam Esmail                    | Estados Unidos               | [ 29 ]        |
| 2017 | Bushwick                                          | 94 min.                  | Cary Murnion, Jonathan Milott | Estados Unidos               |               |
| 2018 | "Two Storms" (The Haunting of Hill House ep. 1.6) | 57 min. (episódio de TV) | Mike Flanagan                 | Estados Unidos               | [ 30 ] [ 31 ] |
| 2019 | 1917                                              | 118 min.                 | Sam Mendes                    | Reino Unido                  |               |

### Obras com plano-sequência que não são filmes
| Ano  | Título                     | Notas                            | Ref.   |
| ---- | -------------------------- | -------------------------------- | ------ |
| 2016 | Tony Hinchcliffe: One Shot | Comédia Especial                 | [ 32 ] |
| 2018 | God of War                 | Jogo eletrônico de ação-aventura | [ 33 ] |
| 2022 | God of War Ragnarök        | Jogo eletrônico de ação-aventura | [ 34 ] |